# Сан-Карло-аль-Корсо
Сан-Карло-аль-Корсо, Базилика Святых Амброджо и Карло на улице Корсо (итал. Basilica dei Santi Ambrogio e Carlo al Corso) — базилика, титулярная церковь в Риме (с 7 июня 1967 года), посвящённая епископам Амвросию Медиоланскому и Карло Борромео, святым покровителям Милана. Главный фасад церкви обращён к центральной части Виа дель Корсо. Апсида церкви выходит через улицу к Мавзолею Августа на Виа ди Рипетта.
Это одна из трёх церквей в Риме, посвящённых святому Карло Борромео, помимо Сан-Карло-аи-Катинари и Сан-Карло алле Куатро Фонтане. Базилика является также приходской церковью лангобардов, проживающих в Риме. Её строительство началось в 1612 году с намерением заменить обветшавшее здание X века. Титул кардинала церкви традиционно принадлежит архиепископу Милана. С 1906 года базилику обслуживают росминиане: члены римско-католического благотворительного института, основанного Антонио Росмини в 1828 году. В базилике хранится Сердце Святого Карло Борромео.

## История
29 августа 1471 года папа Сикст IV одобрил основание Братства лангобардов (Confraternita dei Lombardi) проживающих в Риме, и передал им церковь Сан-Никола (или Никколо) де Тоффо на Марсовом поле. Эта древняя церковь, упоминавшаяся в папских документах X века, была переименована в Сант-Амброджо. После канонизации Карло Борромео в 1610 году к ней была добавлена церковь Сан-Карло, которая стала резиденцией братства (позднее: Arciconfraternita dei Santi Ambrogio e Carlo della Nazione Lombarda)). Со временем эти постройки были заменены новой церковью на том же месте.
Строительство проходило под руководством архитектора Онорио Лонги в 1612—1619 годах, затем 1616—1627 годах при его сыне Мартино Лонги Младшем.
Завершение постройки связано с именем Пьетро да Кортона, спроектировавшим купол (1668), пятый по величине в Риме после базилики Сан-Пьетро в Ватикане, Сан-Джованни-Боско-ин-Виа Тусколана, базилик Санти Лука-э-Мартина) и Сант-Андреа-делла-Валле. В 1684 году было закончено оформление фасада.

## Архитектура и произведения искусства в интерьере
Базилика с тремя нефами имеет план латинского креста, её особенностью является деамбулаторий, огибающий пресбитерий в качестве продолжения двух нефов смыкающихся за апсидой. Храм ориентирован по раннехристианской традиции: главный фасад и вход обращены к востоку (к улице Корсо), апсида — на запад (к Мавзолею Августа). Фасад спроектирован кардиналом Луиджи Алессандро Омодеи, который финансировал завершение церкви, и ему не понравился проект, подготовленный архитектором Карло Райнальди.
Интерьер базилики Сан-Карло является одним из наиболее характерных примеров театральной пышности позднего римского барокко. Церковь богато украшена лепниной работы скульпторов Джакомо и Козимо Фанчелли, искусственным мрамором и фресками. Свод, конха апсиды и пандативы купола аналогично церкви Санти Лука-э-Мартина с изображениями пророков расписаны Джачинто Бранди и Джованни Баттиста Бенаски (1670–1671). Бранди также создал алтарный образ «Апофеоз Святых Амвросия и Карло» (1685—1690), фреску плафона «Святой Карло Борромео с жертвами чумы», 1677—1678); у главного алтаря можно увидеть большой табернакль с изображением «Славы святых Амвросия и Карло», одного из шедевров Карло Маратты.
Свод первого пролета правого прохода расписан фресками Паоло Альбертони, в первой капелле слева помещён запрестольный образ работы Пьер Франческо Мола; в церкви также находится картина Пьера Франческо Маццукелли, алтарь c образом Аллегории Непорочного Зачатия работы Карло Маратта. Несколько статуй выполнены скульпторами Андре Жаном Лебреном (статуя Давида) и Пьетро Пачилли (Юдифь).
Снаружи, по сторонам апсиды и перед древним Мавзолеем Августа, находятся две гигантские статуи титулярных святых, одни из самых больших в Риме.

## Титулярная церковь
Церковь Святых Амвросия и Карла является титулярной церковью, кардиналом-священником с титулом церкви Святых Амвросия и Карла с 21 февраля 1998 года по 5 августа 2017 года, до своей смерти, являлся итальянский кардинал Диониджи Теттаманци. Ныне вакантно.
- Главный фасад
- Купол. Вид с апсиды
- Апсида церкви
- Купол
- Интерьер главного нефа
- Плафон. Джачинто Бранди. Святой Карло Борромео с жертвами чумы. 1670–1671
- Главный алтарь. Джачинто Бранди. Апофеоз Святых Амвросия и Карло. 1685—1690
- К. Маратта. Аллегория Непорочного Зачатия (копия)
- Реликварий с сердцем Святого Карло Борромео
- А. Ж. Лебрен. Давид
- П. Пачилли. Юдифь